# Franz Egger (Politiker)
Franz Egger (* 25. September 1810 in Laibach; † 6. Februar 1877 in Wien) war ein österreichischer Politiker und Jurist.

## Leben
Franz Egger studierte Rechtswissenschaft an der Universität Wien und wurde 1834 zum Dr. jur. promoviert. Von 1843 bis 1877 war er als Hof- und Gerichtsadvokat in Wien tätig. Er war Direktor der Ersten Österreichischen Sparkasse und der Nationalbank. Zudem gehörte Egger 1848 als Abgeordneter der Frankfurter Nationalversammlung (Fraktion: Café Milani) an war zudem in musikalischen Organisationen führend tätig. Egger engagierte sich bei der Gesellschaft der Musikfreunde in Wien und der Singakademie.
Aus seiner Familie stammen mehrere Generationen Rechtsanwälte (Franz Egger junior, † 1888; Gustav Egger, † 1926; Ernst Egger, † 1952).